# 朱景鵬
朱景鵬（1963年9月14日－），中華民國政治人物、國際政治學者，臺東縣知本人，籍貫江西省贛州市，外省客家人，是臺灣第一位留歐政治學博士，現任國立東華大學副校長、中政會理事長，曾任花蓮縣副縣長、行政院研考會主委、行政院國科會委員、行政院政務顧問、亞太電信獨董、臺灣歐盟中心諮委、國立臺東大學及國立東華大學候選人、國立東華大學人社學院院長、主任秘書、研發長、國際長、歐研中心主任、陸研中心主任、卓越中心主任、東臺灣中心主任、公行所創始所長等職。
朱景鵬為臺灣第一位留學歐州的政治學博士，畢業於德國基森大學社會科學博士、淡江大學歐洲研究所碩士、天主教輔仁大學德文系、臺東高中，並曾獲頒歐盟莫內講座教授榮譽，其研究專長為全球化與地方治理、歐聯與區域研究、海峽兩岸關係、公共組織改造與機構改革。

## 生平
朱景鵬家鄉在台東知本，1988年於淡江大學歐洲研究所畢業後，隨即入伍服役。退伍後順利考取教育部公費留學，1991年赴德國深造。1995年學成歸國，是當時台灣第一位從歐洲回國的政治學博士。

## 學術經歷
由於心念家鄉，返國後選擇在故鄉的東華大學服務，當時東華大學正處草創期，是東部地區唯一的綜合型大學。除了長期服務於國立東華大學之外，也曾在2015年投入跨校參選國立臺東大學校長遴選。總計曾三度參選校長，2012年投入參選國立東華大學校長遴選、2015年投入參選國立臺東大學校長遴選、2016年二度投入參選國立東華大學校長遴選。

## 政治經歷

### 花蓮縣副縣長
2004年，花蓮縣長補選時，朱景鵬擔任謝深山的政見藍圖「花蓮縣政白皮書」總召集人。謝深山當選後也先公佈了副縣長人選，由無黨籍的東華大學教授朱景鵬出任。2006年，朱景鵬因家庭因素打算辭去花蓮副縣長一職，後在縣長謝深山強力慰留下，答應留任。2008年，朱景鵬是當時縣長謝深山屬意的接棒人選，謝深山並曾公開表示朱景鵬是他心中最合適的「接棒者」。後來，朱景鵬於同年8月辭去副縣長一職，決定重返東華大學任教。隨即由時任國立東華大學總務長張志明教授接任副縣長。謝深山指出，朱副縣長在4年9個月又26天任內，召集學者專家們編訂「洄瀾夢土計畫」，期間曾借調期滿回任東華大學教授1年2個月，但仍持續擔任縣發會副主委，協助推動縣政工作，最大的貢獻是成功以競爭型計畫，爭取到中央補助達3億3000萬元，尤其大部份時間花蓮縣為非執政黨所屬縣市，績效難能可貴。他說，這次離開主要是生涯規劃，但他願意當縣府永遠的志工，結合學術界的力量，做為縣府施政的後盾，未來也將結合東華大學的力量，為花蓮這塊淨土持續奉獻心力。

### 行政院研考會主委
2009年，行政院宣布國立東華大學人文社會科學學院院長朱景鵬接任行政院研考會主委。據新聞報導指出，外表溫文儒雅的研考會主委朱景鵬，肩負組改重責大任，手執組改大刀，把自己的姿態身段放到最低，以「同理心」的溝通策略，幽默的另類主持會議風格，化解數十上百棘手難題，堅守組改的理想。面對23年從未有過的組織改造工程，壓力甚大的朱景鵬讓自己保持頭腦清澈、心情平和，控制自己情緒在最好狀態。曾有立委笑他「新來的朱主委，人比較單純，不知道通過組織法後有多大壓力，有多少問題。」在過程中，讓同仁見識這位長官的耐心、毅力及任事的熱誠。如何讓部會配合，跨出首次政府組改大工程的第一步，朱景鵬運用的策略是凡事站在「同理心」看待對方，重視他人的感受，他將以前研究大陸兩岸問題使用的「神入」觀點研究方法論融入實務，亦即不能站在「唯我獨尊」的立場思考事情。甚至與原民會討論時，會講幾種不同原住民語言，拉近交流溝通的距離，逗得與會者哄堂大笑，也激發同仁再燃起另一番鬥志活力。當時縣府一位原住民同仁當場翻臉嗆評審委員，朱緩頰說「這就是花蓮可愛地方，原住民最可貴的地方是有話就說，常常忘記自己在那裡」。語畢，大家不禁笑出來，不但機智化解緊繃氣氛，花蓮也拿到第1名。2012年，朱景鵬表示，他曾任花蓮縣副縣長，加上在研考會服務2年9個月，為國家服務已近7年，因學校借調期滿，加上教學年資問題，希望返校任教。

## 學歷
- 德國基森大學政治研究所社會科學博士（1995）
- 淡江大學歐洲研究所法學碩士（1988）
- 輔仁大學德國語文學系文學學士（1986）
- 國立臺東高級中學（1981）

## 經歷
- 行政院研究發展考核委員會主任委員（2009/09~2012/07）
- 行政院政務顧問（2013~）
- 花蓮縣副縣長（2003/09~2006/07、2007/10~2008/07）
- 國立東華大學主任祕書（2006/07~2007/10 ）
- 慈濟大學兼任副教授（1999~2000 ）
- 國立臺東師範學院教師申訴評議委員會委員（1998/08~1999/07 ）
- 國立花蓮師範學院兼任副教授（1996~1997 ）
- 國立東華大學大陸研究所副教授（1996/08~2000/07 ）
- 教育部廉政會報委員（2015/08~2017/08）
- 國立臺東高級中學第6屆傑出校友（2006/12）
- 臺東縣立知本國民小學建校百年傑出校友（2000/06）

## 爭議

### 行車超速開罰
- 1995年，朱景鵬剛從德國學成歸國，曾因在東部台九線超速飆車被警方攔下，吃下罰單。經過警方一番盤查確定為良民，才全身而退。朱景鵬對此表示，在此之前由於德國高速公路並無速限，他已習慣飆車，時速動輒120、140公里，因此回台後在東部更常飆車。[12]

### 李眉蓁事件
- 2008年，擔任國立中山大學林德昌教授所指導研究生李眉蓁的口試委員。李眉蓁於2020年代表國民黨參加高雄市長補選時，[谁？]遭爆料其[谁？]2008年之碩士論文涉及抄襲。[13]朱景鵬於事後受訪時致歉，並回應表示：「學到教訓」。